# Nyceryx magna
Nyceryx magna is een vlinder uit de familie van de pijlstaarten (Sphingidae). De wetenschappelijke naam van de soort werd in 1874 gepubliceerd door R. Felder.

## Beschrijving

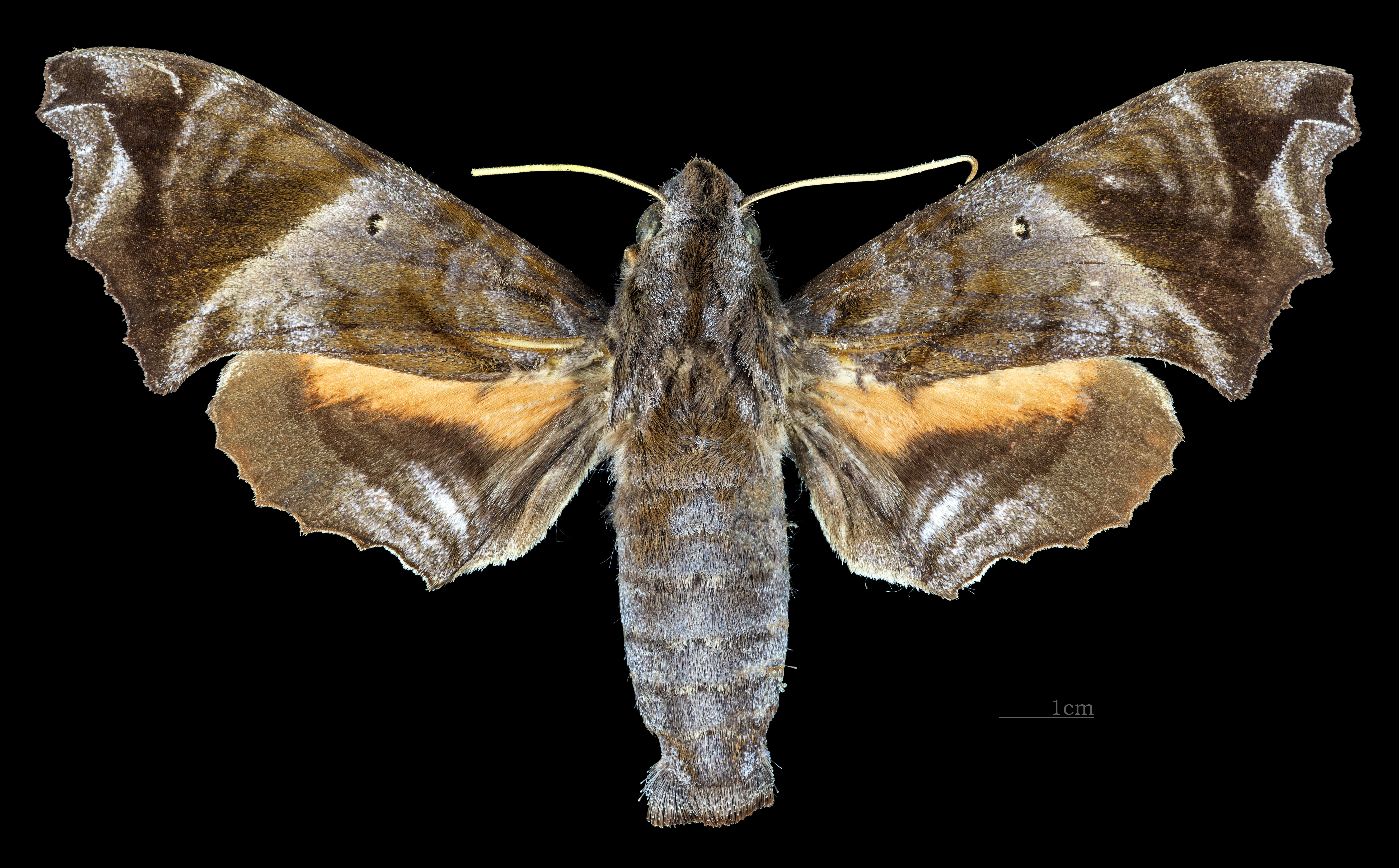
Nyceryx magna  ♀
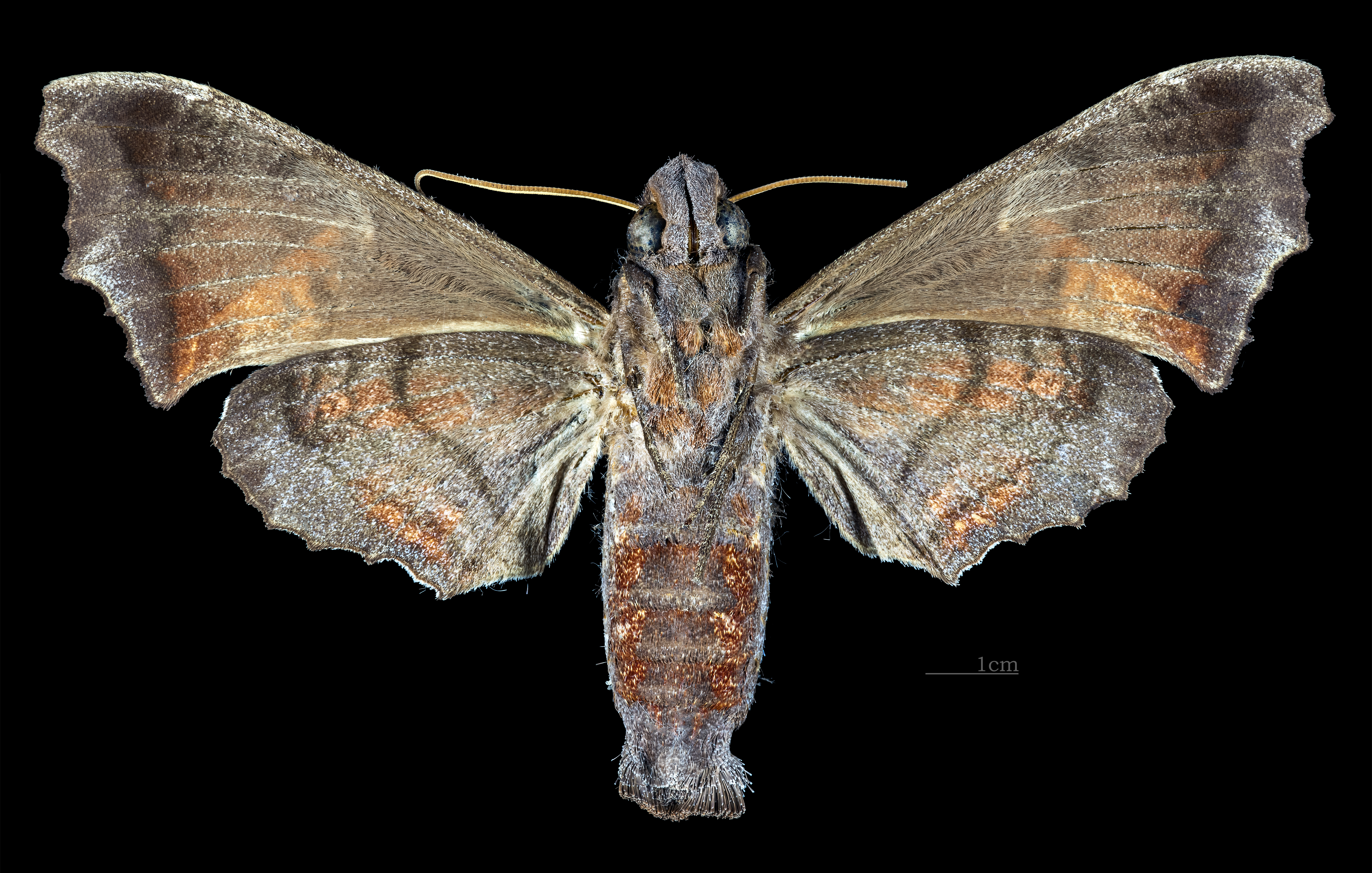
Nyceryx magna  ♀ △